# Arenicola brasiliensis
Arenicola brasiliensis är en ringmaskart som beskrevs av Nonato 1958. Arenicola brasiliensis ingår i släktet Arenicola och familjen Arenicolidae. Inga underarter finns listade i Catalogue of Life.